# Matt Damon
Matthew Paige "Matt" Damon (n. 8 octombrie 1970) este un actor, scenarist și producător de film american, care a devenit cunoscut pentru rolul din filmul Good Will Hunting (1997), al cărui scenariu l-a scris împreună cu prietenul său Ben Affleck. Pentru această colaborare cei doi au câștigat Oscarul pentru Cel mai bun scenariu original și premiul Globul de Aur. Tot pentru rolul din acest film, Damon a fost nominalizat la Premiile Oscar pentru Cel mai bun actor. După acest rol au urmat altele având același succes. Este vorba de Saving Private Ryan (1998), trilogia Ocean, seria Bourne, Syriana (2005), The Good Shepherd (2006) sau The Departed (2006). Și pentru rolul din Invictus (2009) a fost nominalizat la Oscar pentru Cel mai bun actor în rol principal. Este unul dintre cei mai bine-plătiți 40 de actori din toate timpurile. În anul 2007 a primit o stea pe faimosul Walk of Fame de la Hollywood. Revista People l-a numit chiar cel mai sexy bărbat din toate timpurile. Este implicat în mai multe campanii caritabile, împreună cu Fundația H2O Africa sau Water.org.

## Biografie

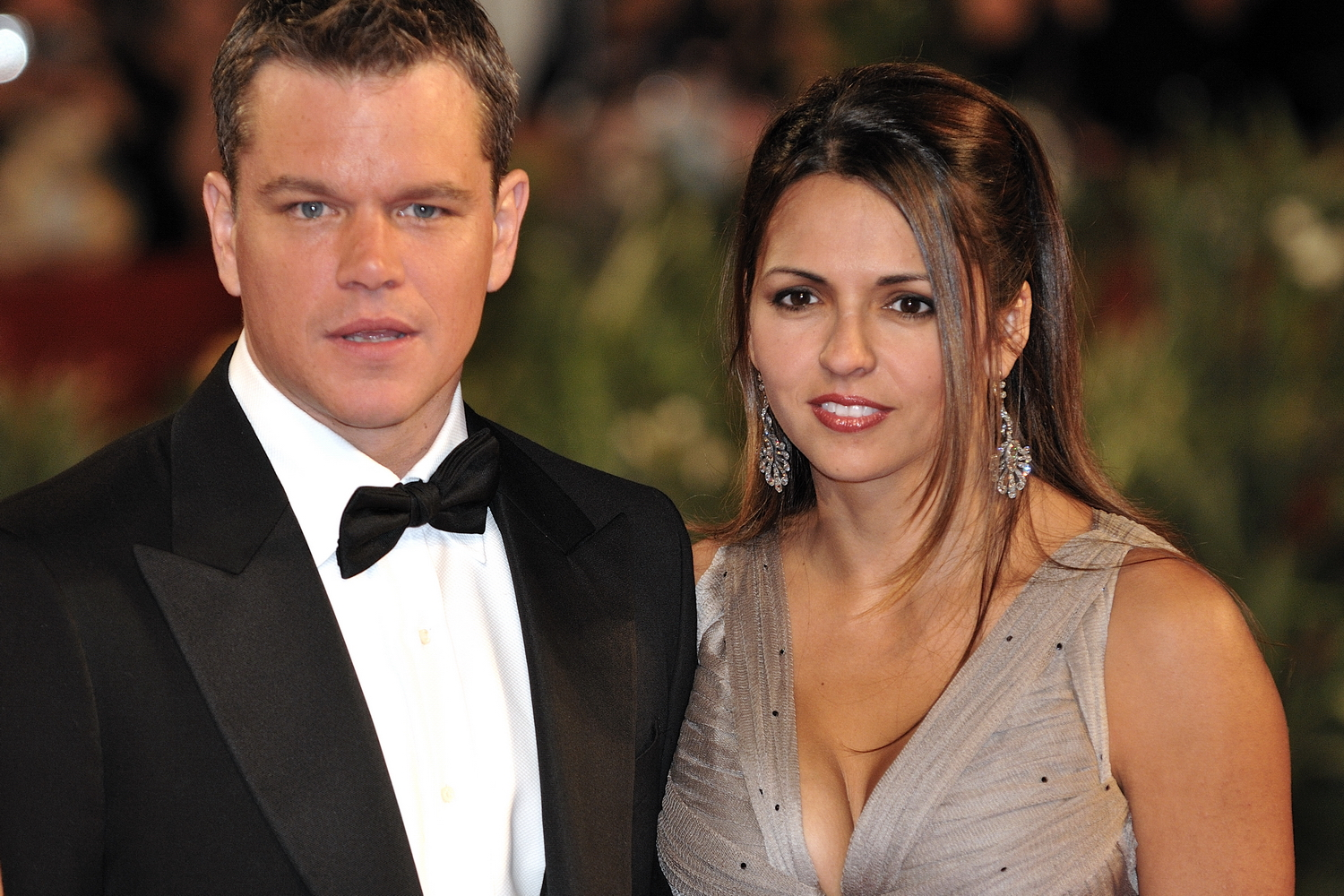
Damon și soția sa Luciana Bozán Barroso la Festivalul Internațional de Film de la Veneția, ediția a 66-a

S-a născut în Cambridge, Massachusetts, în familia lui Kent Telfer Damon și Nancy Carlsson-Paige. Este văr îndepărtat al fraților Affleck, Ben și Casey Affleck. Are un frate, Kyle, un sculptor recunoscut. Încă de mic, s-a mutat împreună cu familia sa la Newton, dar după divorțul părinților săi s-au mutat înapoi cu mama lui la Cambridge, unde au trăit într-o casă la comun cu alte șase familii. A locuit aproape de Ben Affleck și de istoricul Howard Zinn cu care a colaborat la mai multe filme. Și-a făcut studiile la Cambridge Rindge și Școala Latină. A fost un elev ascultător și disciplinat, dar a avut întotdeauna complexul înălțimii, fiind foarte scund. Damon însuși și-a descris perioada adolescenței ca pe una singuratică, în care ar fi vrut să simtă că aparține cuiva sau unui loc, dar, din păcate, nu a avut acest sentiment. A făcut teatru în liceu și era foarte apreciat de către profesorul său, Gerry Speca, chiar dacă mereu a crezut că rolurile cele mai importante le juca Ben Affleck.

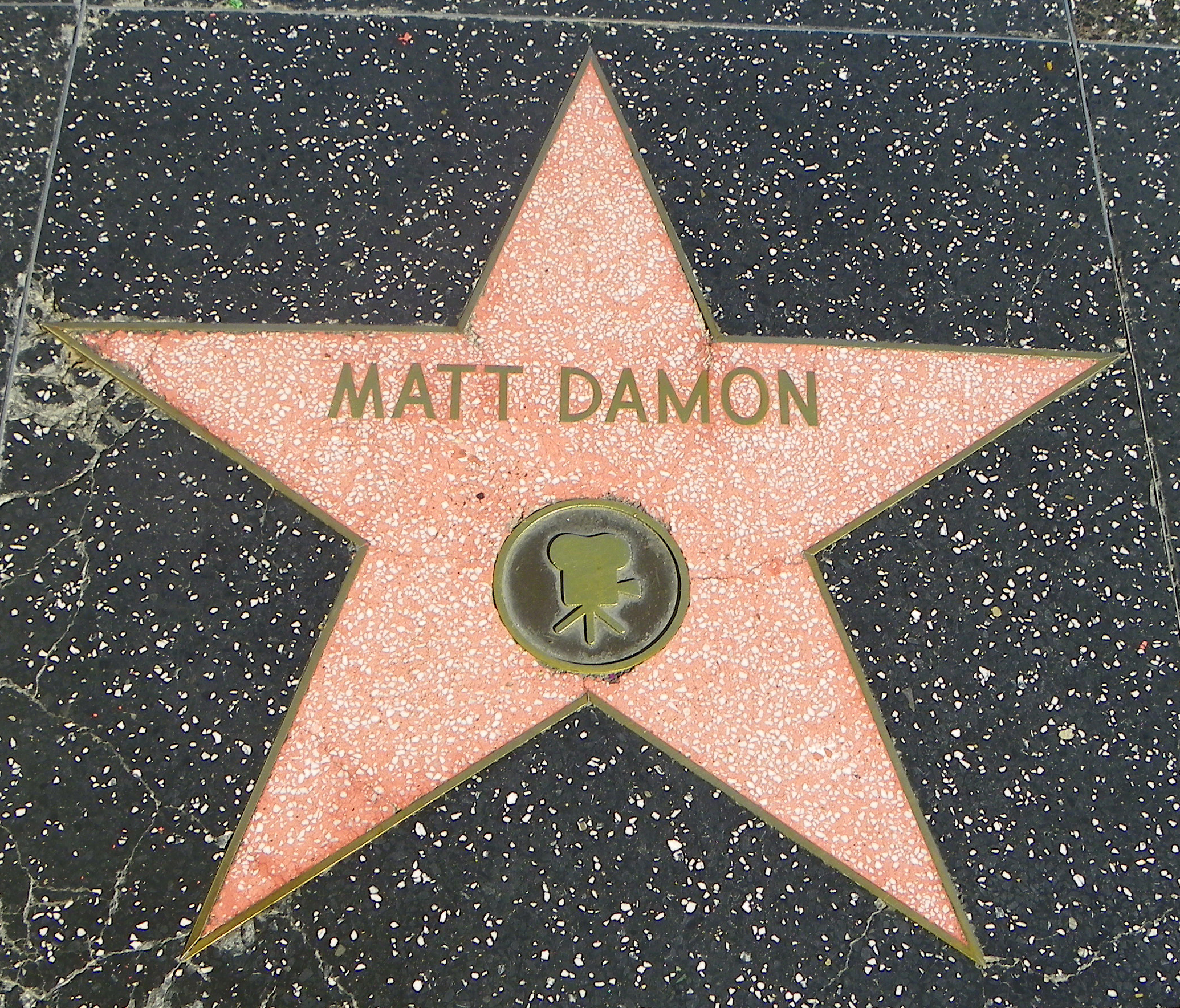
Steaua lui Matt Damon pe Hollywood Walk of Fame
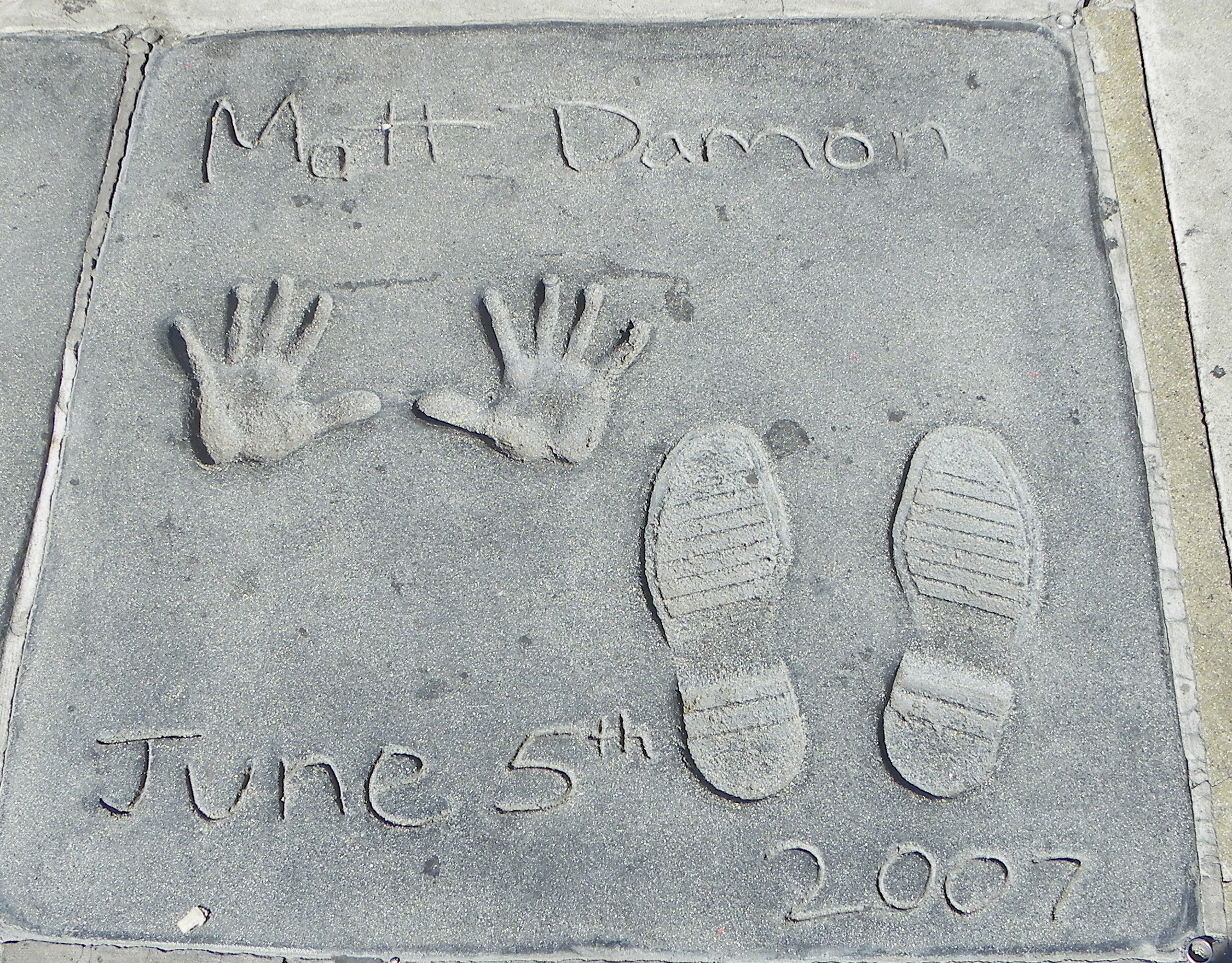
Amprentele mâinilor și picioarelor lui Damon în fața Grauman's Chinese Theatre

## Filmografie

### Film
| An   | Titlu                                               | Rol                              | Note                               |
| ---- | --------------------------------------------------- | -------------------------------- | ---------------------------------- |
| 1988 | Mystic Pizza                                        | Steamer                          |                                    |
| 1988 | The Good Mother                                     | Extra                            |                                    |
| 1989 | Field of Dreams                                     | Baseball Fan at Fenway Park      | nemenționat                        |
| 1992 | School Ties                                         | Charlie Dillon                   |                                    |
| 1993 | Geronimo: An American Legend                        | Lt. Britton Davis                |                                    |
| 1995 | The Good Old Boys                                   | Cotton Calloway                  |                                    |
| 1996 | Glory Daze                                          | Edgar Pudwhacker                 |                                    |
| 1996 | Courage Under Fire                                  | Specialist Ilario                |                                    |
| 1997 | Chasing Amy                                         | Shawn Oran – Executive #2        |                                    |
| 1997 | Omul care aduce ploaia                              | Rudy Baylor                      |                                    |
| 1997 | Good Will Hunting                                   | Will Hunting                     | + scenarist                        |
| 1998 | Saving Private Ryan                                 | soldat James Francis Ryan        |                                    |
| 1998 | Rounders                                            | Mike McDermott                   |                                    |
| 1999 | Dogma                                               | Loki                             |                                    |
| 1999 | The Talented Mr. Ripley                             | Tom Ripley                       |                                    |
| 2000 | Titan A.E.                                          | Cale Tucker (voce)               |                                    |
| 2000 | The Legend of Bagger Vance                          | Rannulph Junuh                   |                                    |
| 2000 | Finding Forrester                                   | Steven Sanderson                 |                                    |
| 2000 | All the Pretty Horses                               | John Grady Cole                  |                                    |
| 2001 | Jay and Silent Bob Strike Back                      | El însuși / Will Hunting         | Uncredited                         |
| 2001 | Ocean's Eleven                                      | Linus Caldwell                   |                                    |
| 2001 | The Majestic                                        | Luke Trimble (voce)              |                                    |
| 2002 | Gerry                                               | Gerry                            | + scenarist                        |
| 2002 | Spirit: Stallion of the Cimarron                    | Spirit (voce)                    |                                    |
| 2002 | The Third Wheel                                     | Kevin                            |                                    |
| 2002 | The Bourne Identity                                 | Jason Bourne                     |                                    |
| 2002 | Confessions of a Dangerous Mind                     | Matt, Bachelor #2                | Cameo                              |
| 2003 | Stuck on You                                        | Bob Tenor                        |                                    |
| 2004 | EuroTrip                                            | Donny                            |                                    |
| 2004 | Jersey Girl                                         | PR Exec #2                       |                                    |
| 2004 | The Bourne Supremacy                                | Jason Bourne                     |                                    |
| 2004 | Ocean's Twelve                                      | Linus Caldwell                   |                                    |
| 2004 | Howard Zinn: You Can't Be Neutral on a Moving Train | Narator                          | Documentar                         |
| 2005 | The Brothers Grimm                                  | Will (Wilhelm) Grimm             |                                    |
| 2005 | Syriana                                             | Bryan Woodman                    |                                    |
| 2006 | The Departed                                        | Staff Sergeant Colin Sullivan    |                                    |
| 2006 | The Good Shepherd                                   | Edward Wilson                    |                                    |
| 2007 | Ocean's Thirteen                                    | Linus Caldwell                   |                                    |
| 2007 | The Bourne Ultimatum                                | Jason Bourne                     |                                    |
| 2007 | Youth Without Youth                                 | Ted Jones                        | Uncredited                         |
| 2008 | Che: Part Two                                       | Fr. Schwarz                      |                                    |
| 2009 | Ponyo                                               | Koichi (voce)                    | dublaj în engleză                  |
| 2009 | The Informant!                                      | Mark Whitacre                    |                                    |
| 2009 | Invictus                                            | Francois Pienaar                 |                                    |
| 2009 | The People Speak                                    | El însuși                        | Documentar; + producător           |
| 2010 | Green Zone                                          | Chief Warrant Officer Roy Miller |                                    |
| 2010 | Hereafter                                           | George Lonegan                   |                                    |
| 2010 | True Grit                                           | La Boeuf                         |                                    |
| 2010 | Inside Job                                          | Narator                          | Documentar                         |
| 2011 | The Adjustment Bureau                               | David Norris                     |                                    |
| 2011 | Contagion                                           | Mitch Emhoff                     |                                    |
| 2011 | Margaret                                            | Aaron Caije                      |                                    |
| 2011 | Happy Feet Two                                      | Bill the Krill (voce)            |                                    |
| 2011 | We Bought a Zoo                                     | Benjamin Mee                     |                                    |
| 2012 | Promised Land                                       | Steve Butler                     | + scenarist și producător          |
| 2013 | Elysium                                             | Max Da Costa                     |                                    |
| 2013 | The Zero Theorem                                    | Management                       |                                    |
| 2014 | The Monuments Men                                   | James Granger                    |                                    |
| 2014 | Interstellar                                        | Dr. Mann                         |                                    |
| 2015 | The Martian                                         | Mark Watney                      |                                    |
| 2016 | Jason Bourne                                        | Jason Bourne                     | + scenarist și producător; filmare |
| 2016 | The Great Wall                                      |                                  |                                    |
| 2019 | Marea provocare: Le Mans ’66                        | Carroll Shelby                   |                                    |

### Televiziune
| An              | Titlu                       | Rol                  | Note                                                        |
| --------------- | --------------------------- | -------------------- | ----------------------------------------------------------- |
| 1990            | Rising Son                  | Charlie Robinson     | Movie                                                       |
| 2001–2005, 2015 | Project Greenlight          |                      | 33 episoade Also executive producer                         |
| 2002            | Saturday Night Live         | El însuși (host)     | Episodul "Matt Damon/Bruce Springsteen & The E Street Band" |
| 2002            | The Bernie Mac Show         | El însuși            | Episodul "Keep It on the Short Grass"                       |
| 2002            | Will & Grace                | Owen                 | Episodul "A Chorus Lie"                                     |
| 2003–2009       | Journey to Planet Earth     | Narrator             | 8 episoade                                                  |
| 2007            | Arthur                      | El însuși (voce)     | Episodul "The Making of Arthur/Dancing Fools"               |
| 2009            | Entourage                   | El însuși            | Episodul "Give a Little Bit"                                |
| 2010–2011       | 30 Rock                     | Carol Burnett        | 4 episoade                                                  |
| 2011            | Saturday Night Live         | Handsome Drug Addict | Uncredited Episodul "Katy Perry/Robyn"                      |
| 2013            | Jimmy Kimmel Live!          | El însuși (host)     | Episodul "Jimmy Kimmel Sucks!"                              |
| 2013            | House of Lies               | El însuși            | Episodul "Damonschildren.org"                               |
| 2013            | Behind the Candelabra       | Scott Thorson        | Movie                                                       |
| 2014            | Years of Living Dangerously | El însuși            | Episodul "A Dangerous Future"                               |
| 2015            | Galaxy World of Alisa       | Ber and Ik           | dublaj                                                      |